# Hypognatha matisia
Hypognatha matisia Levi, 1996 è un ragno appartenente alla famiglia Araneidae.

## Etimologia
Il nome della specie deriva dalla pianta delle Malvaceae, Matisia cordata, nelle cui fronde gli esemplari sono stati rinvenuti

## Caratteristiche
L'olotipo maschile rinvenuto ha dimensioni: cefalotorace lungo 1,38mm, largo 1,09mm; opistosoma lungo 2,1mm, largo 2,1mm.

## Distribuzione
La specie è stata reperita in Perù: nei pressi di Pakitza, lungo il corso del Rio Manu nella regione di Madre de Dios.

## Tassonomia
Al 2014 non sono note sottospecie e dal 1996 non sono stati esaminati nuovi esemplari.